# Langa (Ávila)
Langa es un municipio y localidad española de la provincia de Ávila, en la comunidad autónoma de Castilla y León. El término municipal, ubicado en la comarca de La Moraña, tiene una población de 450 habitantes (INE 2024)

## Toponimia

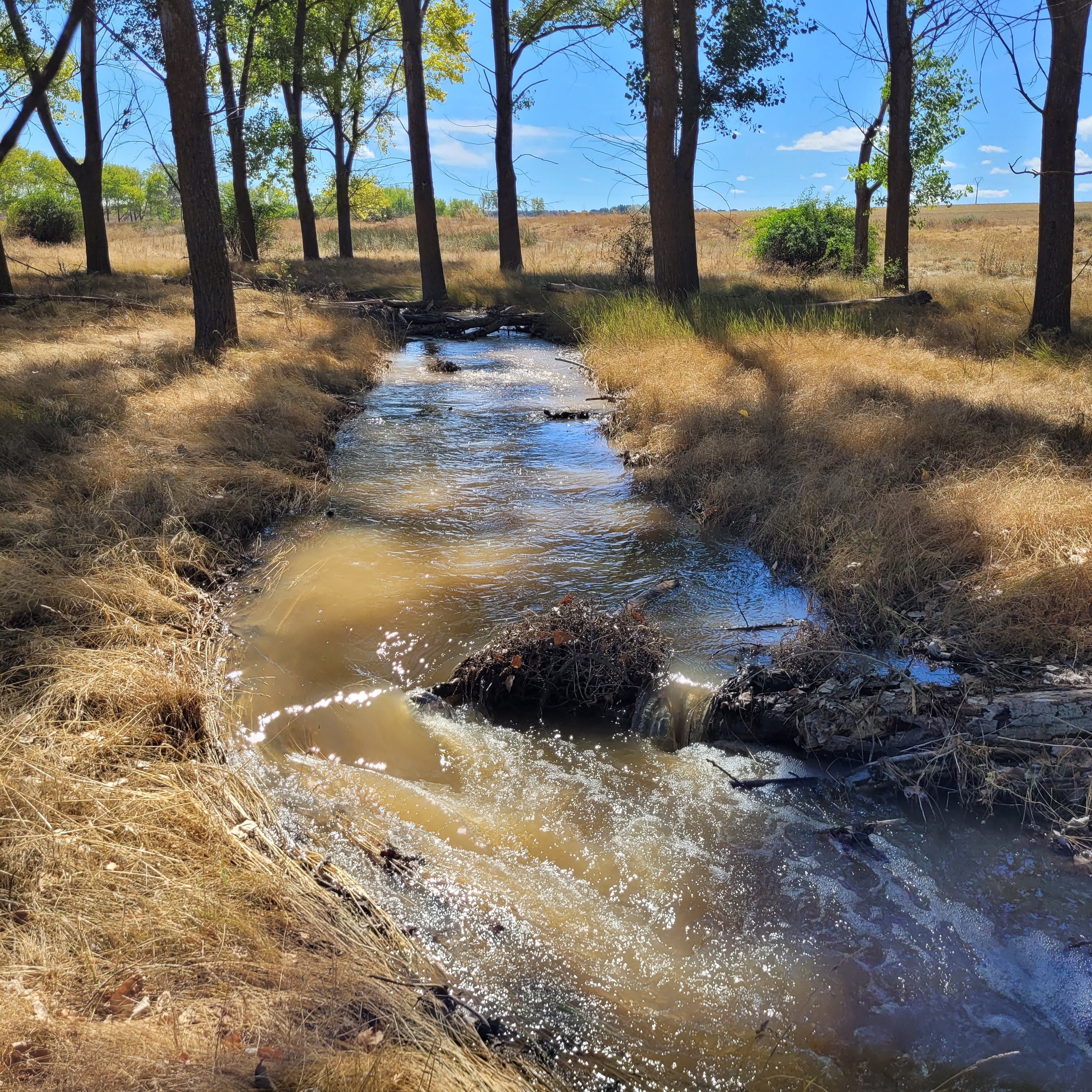
Río Valtodano en Langa cerca de la carretera AV-800

El topónimo Langa es relativamente abundante en España, sobre todo considerando la oscuridad de su origen. Podemos citar, sin haber realizado una búsqueda exhaustiva, Langa de Duero (Soria), Langa del Castillo (Zaragoza), La Langa (Cuenca), Languilla (Segovia), etc. Puede asegurarse el origen prerromano
del topónimo. Con gran probabilidad ha de ser relacionado con el vocablo celta *Lanka, cuyo significado sería aproximado al de «lecho de un río».

## Geografía
La localidad está situada a una altitud de 865 m sobre el nivel del mar. Es atravesada por el río Valtodano. Dicho río se encuentra recomendado dentro del PÍO 02 (Punto de Interés Ornitológico) "Laguna del Regajal" (uno de los 15 de la provincia de Ávila) mencionándose como recurso natural de interés en Langa.
| Noroeste: Fuentes de Año | Norte: Villanueva del Aceral | Noreste: Aldeaseca              |
| Oeste: Canales           |                              | Este: Nava de Arévalo           |
| Suroeste: Fuente el Saúz | Sur: Donjimeno               | Sureste: San Vicente de Arévalo |

## Historia
Localidad perteneciente a la comarca de La Moraña. Se repobló a partir de 1085, con gentes llegadas del norte de la península ibérica.[cita requerida] Hacia mediados del siglo XIX, el lugar tenía contabilizada una población de 265 habitantes. Aparece descrito en el décimo volumen del Diccionario geográfico-estadístico-histórico de España y sus posesiones de Ultramar de Pascual Madoz de la siguiente manera:

LANGA: l. con ayunt. de la prov. y dióc. de Avila (7 leg.), part. jud de Arévalo (2 1/2), aud. terr. de Madrid (22), c. g. de Castilla la Vieja (Valladolid 13 1/2): sit. en terreno llano; le combaten todos los vientos, y su clima es propenso á fiebres intermitentes. Tiene 61 casas de mediana construccion distribuidas en varias calles sin. empedrar; y una plaza de figura cuadrilonga; hay casa de ayunt., en la que está la cárcel; escuela de instruccion primaria comun á ambos sexos, á la que concurren sobre 28 alumnos que se hallan á cargo de un maestro dotado con 1,100 rs; una fuente de buenas aguas, de las que se utilizan los vec. para sus usos, haciéndolo para el de los ganados, bien de varios pozos, ó bien de alguna de las lagunas que hay en el térm.; y una igl. parr. (Ntra. Sra. de la Asuncion) servida por un párroco, cuyo curato es de término y de provision real y ordinaria; el cementerio se halla en paraje que no ofende la salud pública. El térm. confina N. Palacios-Rubios; E. Fuentes de Año; S. Don Gimeno, y O. Villanueva del Aceral; se estiende 2 leg. por N., una por S., y 1/2 por E. y O., y comprende 2 desp. denominados Narros del Monte y Baltodano; 4,100 fan. de tierra cultivada, y 80 incultas; de las cultivadas 1,600 de primera suerte destinadas á cebada y trigo, 1,800 de segunda á trigo y algarrobas, y 700 de tercera á centeno; hay ademas grandes prados y algun viñedo, y le atraviesa el arroyo Baltodano, cuyo curso es perenne aunque de escaso caudal. El terreno en lo general es llano y abundante de aguas que fertilizan sus prados, de miga y muy feraz. caminos: los que dirigen á los pueblos limítrofes en regular estado. El correo se recibe de la cab. del part. por los mismos interesados, los lunes, miércoles y jueves, y salen domingos, jueves y sábados. prod.: trigo, cebada, centeno, algo de vino, algarrobas, garbanzos y legumbres: mantiene gran número de ganado lanar, yeguar y mular, al que favorecen sus abundantes pastos, habiéndose aumentado considerablemente despues de la desp. de Narros del Monte, y cria caza de liebres, perdices y algun lobo. ind. y comercio: la agrícola, ganadería, fáb. de cal, teja y ladrillo; y esportacion de los frutos sobrantes á los mercados de Trávalo y otros puntos, y la importacion de lo necesario para el vestir, de que se carece. pobl.: 66 vec., 265 alm. cap. prod.: 1.578,400 rs. imp.: 63,136. ind. y fabril: 4,050. contr.: 15,545 rs. con 9 mrs.
(Madoz, 1847, p. 61)

## Demografía
Langa cuenta con una población de 450 habitantes (INE 2024).
| Gráfica de evolución demográfica de Langa entre 1842 y 2021                                                           |
| |
| Población de derecho según los censos de población del INE. Población de hecho según los censos de población del INE. |

## Símbolos
El escudo heráldico y la bandera que representan al municipio fueron aprobados oficialmente el 7 de marzo de 1994. El escudo se blasona de la siguiente manera:

Escudo tipo español.-Mantelado en curva: 1.º, en campo de oro, una puerta de cerramiento de ganado en su color. 2.°, en campo de sinople, tres espigas bien ordenadas de oro, el mantel, de oro, un olmo en su color; bordura de azur cargada de tres halcones de oro. Timbrado en Corona Real.
Boletín Oficial del Estado nº 80 de 4 de abril de 1994

La descripción textual de la bandera es la siguiente:

Bandera rectangular: un metro de vaina, por dos metros de vuelo, de color rojo, y en su centro el escudo del municipio.
Boletín Oficial del Estado nº 80 de 4 de abril de 1994

## Fiestas
Las fiestas en honor a San Roque, tienen lugar los días 14 (víspera), 15 (Nuestra Señora), 16 (San Roque) y 17 de agosto (día de la abuela). Las fiestas de Langa son un evento muy concurrido en La Moraña.[cita requerida]. Del 14 al 17 de agosto hay "baile", donde actúan orquestas en el Polideportivo de El Padrillo. Durante el día se realizan variadas actividades como campeonato de pelota mano y mus, circo, charanga, barbacoa, etc. Los jóvenes del pueblo se agrupan en las tradicionales peñas, acondicionando paneras o corrales como sede social para las fiestas.
También se celebra Pentecostés (50 días después del Domingo de Resurrección), que en Langa se conoce como Fiesta Chica.[cita requerida].
Corpus Christi: Se celebra 10 días después de Pentecostés. Es tradicional situar altares por los pueblos para el Santísimo (Cuerpo de Cristo) salga en procesión y "descanse" en esos altares. Los niños que ese año han recibido su 1ª Comunión abren la procesión con sus trajes de ceremonia.
La Virgen de las Candelas (2 de febrero ), San Antón (17 de enero) donde se celebran los tradicionales "quintos" y San Isidro (15 de mayo) son también venerados en el pueblo.[cita requerida]. 
El día 19 de marzo se celebra una pequeña misa a San José, patrón del pueblo, que procesiona el domingo de Pentecostés, las también llamadas Pascuas. 
El 16 de julio se celebra la Virgen del Carmen con triduo los días antes, misa, procesión y convite todo esto organizado por la cofradía local de la Virgen del Carmen. 
Tiene una tradicional Semana Santa. comenzando el domingo de ramos con la bendición de ramos de laurel. El Jueves Santo la celebración de la cena del señor el Viernes Santo el Vía Crucis la celebración de la pasión del señor y la procesión del silencio. El sábado santo se lleva a cabo la tradicional vigilia pascual por último El Domingo de Resurrección sale a la calle la procesión del Encuentro, en la que los vecinos cambian el velo a la Virgen mientras se entonan cantos tradicionales también es muy tradicional y un día de fiesta en Langa el Lunes de Aguas en el que los langarutos cogen sus mesas, sillas, una buena merienda y suben a comérsela a la fuente del Valtodano (a 1,5 km del pueblo por el camino de Fuente el Sáuz). 
El último sábado de septiembre se lleva a cabo la tradicional fiesta de los barrios en la cual los dos barrios del pueblo ( Barrio  la olma Barrio' 'El valtodano' ' Engalanan la calle elegida ese año con el alcalde/alcaldesa del BARRIO.Los vecinos colaboran llevando dulces, encurtidos, embutidos, bebidas que ambos barrios degustan pasando un gran día acompañados de una charanga. Para finalizar este día se acompañaba de una orquesta. 
Los Santos, el 1 de noviembre, es uno de los eventos a la que más gente acude, con su tradicional oración en el campo santo. 
El día 8 de diciembre se celebra la inmaculada. 
Langa contiene numerosas asociaciones y aparte de estas fiestas se celebran otras en las que otros santos salen a la calle. 
Una fiesta que está cogiendo mucha fuerza es la Feria de Abril en el antepenúltimo fin de semana de abril.